# Хундово правило максималног мултиплицитета
Хундово правило максималног мултиплицитета или само Хундово правило је прво од три правила које је поставио немачки физичар Фридрих Хунд. Хундова правила се користе у атомској физици и везана су за обележавање електронске конфигурације, тачније предвиђања положаја електрона по орбиталама у основном стању атома. Прво правило, Хундово правило максималног мултиплицитета, налази велику примену у хемији, а гласи:
Орбитале једнаког садржаја енергије, тзв. дегенерисане орбитале, попуњавају се тако да што више подорбитала буде делимично попуњено (једним електроном) и то истог спина, пре него што почне потпуно испуњавање подорбитале. Такво попуњавање је енергетски најповољније.
Другим речима, за дегенерисане орбитале најниже енергетско стање је оно у коме је исти број електрона са истим спином максималан.
Хундово правило је засновано на посматрању атомских спектара, 1925. године.

## Примена
На пример, кисеоник има 8 електрона и запис његове електронске конфигурације је 1s22224. Орбитала 1s и валентна орбитала 2s ће бити у потпуности попуњене, будући да у s-орбиталу може стати највише 2 електрона. Друга валентна орбитала, 2p, неће бити попуњена у потпуности, будући да се у њој налази 4 од максимално 6 електрона. Ти електрони ће, на основу Хундовог правила, бити распоређени на овај начин: [↑↓] [↑] [↑]. Принцип попуњавања је такав да се прво све три p-орбитале попуне делимично, једним електроном истог спина, а затим редом колико је електрона остало. Погрешно писање попуњавања орбитала је на пример: [↑↓] [↑] [↓] или [↑↓] [↑↓][ ].